# Dark Sun (álbum)
Dark Sun es el quinto álbum de estudio de la banda estadounidense de post-hardcore Dayseeker. Fue lanzado el 4 de noviembre de 2022, a través de Spinefarm Records y fue producido por Daniel Braunstein.

## Lista de canciones
Todas las canciones escritas y compuestas por Dayseeker. 
| N.º | Título                                               | Duración |  |
| 1.  | «Dreamstate»                                         | 3:39     |  |
| 2.  | «Neon Grave»                                         | 4:00     |  |
| 3.  | «Without Me»                                         | 3:44     |  |
| 4.  | «Homesick»                                           | 3:47     |  |
| 5.  | «Midnight Eternal»                                   | 2:35     |  |
| 6.  | «Dark Sun»                                           | 3:38     |  |
| 7.  | «Quicksand» (con Spencer Stewart de The Band Camino) | 3:31     |  |
| 8.  | «Paper Heart»                                        | 3:54     |  |
| 9.  | «Crying While You're Dancing»                        | 3:35     |  |
| 10. | «Parallel»                                           | 3:07     |  |
| 11. | «Afterglow (Hazel's Song)»                           | 4:12     |  |

## Personal
Dayseeker
- Rory Rodriguez - voz principal
- Gino Scambelluri – guitarra principal, coros
- Ramone Valerio - bajo
- Mike Karle - batería, percusión

Músicos adicionales
- Spencer Stewart: voz (pista 7).